# Góra Krzyżowa (Wyżyna Olkuska)
Góra Krzyżowa – zalesione wzgórze lasem Bory z wapienną skałą, o wysokości 450 m n.p.m., położone przy granicy Paczółtowic (na ich terenie) i Racławic. Ok. 300 m na wschód od wzgórza znajduje się Jaskinia Racławicka, zachodnie stoki łączą się z polem golfowym.